# 表町 (苫小牧市)
表町（おもてまち）は、北海道苫小牧市に存在する町名。現行行政地名は表町一丁目から表町六丁目である。郵便番号は053-0022。

## 人口と世帯
2016年（平成29年）3月末現在の表町内全域での人口数は男247人、女364人、計611人であり、世帯数は435世帯である。

## 地理
表町は苫小牧市内の中心駅でもあるJR苫小牧駅の南口側に存在する町名である。同町の周辺で、西に王子町、南に錦町や栄町、東に旭町や若草町と、苫小牧駅を挟んで北に木場町とそれぞれ接している。

## 交通

### 鉄道
- JR北海道室蘭本線の苫小牧駅が表町六丁目に存在する。

### バス
- バス路線では道南バス（苫小牧市内線と主に新千歳空港方面や日高沿岸線、平取・静内線などへの郊外線）、北海道中央バス（主に札幌方面および苫小牧西港フェリーターミナル方面「高速とまこまい号」）、あつまバス（主に苫小牧線の早来駅・厚真方面）がいずれも苫小牧駅前から発着または経由している。

### 道路
- 表町の南側に国道36号(通称大通)が東西に、北海道道19号苫小牧停車場線が同町の真中で南北にそれぞれ通過し、両道路は同町一丁目の交差点で接続する。なお、北海道道19号に関しては同町五丁目を起点として同町一丁目を終点としているため、この表町内にしか通らない北海道道でもある。この他西側に王子通（王子町方面に向かう）が、東側に旭大通（旭町方面に向かう）がそれぞれ通っている。

## 施設
- JR苫小牧駅
  - セブンイレブン北海道ＳＴ 苫小牧店
- グランドホテルニュー王子
- ホテルウィングインターナショナル
- ホテル苫小牧グリーンヒルズ
- 苫小牧信用金庫本店
- ホテル杉田
- 吉川内科医院
- 藤井皮膚科医院
- 伊藤皮膚科医院
- 江畑歯科
- セイコーマート苫小牧表町店
- タイムズカーレンタル苫小牧店
- プロムナード
- よど川（レストラン）
- 玄（レストラン）
- 居酒屋なか善